# Wino odmianowe
Wino odmianowe (stosowane są także określenia wino jednoodmianowe, wino szczepowe, wino jednoszczepowe) – wino wyprodukowane w ten sposób, że jego charakter pozostaje pod dominującym wpływem jednej odmiany winorośli (np. chardonnay, merlot, pinot noir i cabernet sauvignon). 
Tego typu oznaczenie jest umieszczane na etykiecie butelki zawierającej wino odmianowe.
Chociaż występują wina, które w 100% powstały z winogron jednego szczepu, to nie jest to konieczne.
Zależy to od przepisów w różnych krajach, które określają procentowy udział winogron wymagany dla takiego oznaczenia.
W Unii Europejskiej to minimum wynosi 85%, a w Stanach Zjednoczonych zaś tylko 75%. W przepisach mówi się również o tym, że dodatek innych odmian nie może zmienić charakterystycznych cech szczepu podstawowego, wymienionego w oznaczeniu wina.